# حکیم آچور
حکیم آچور (انگلیسی: Hakeem Achour؛ زادهٔ ۳۱ مهٔ ۱۹۸۹) بازیکن فوتبال است.